# Karolinska Universitetssjukhuset
Karolinska Universitetssjukhuset er et svensk sygehus med virksomhed i Huddinge og Solna. Sygehuset, blev oprettet i 2004, da Huddinge Universitetssjukhus (oprettet 1972) og Karolinska Sjukhuset (oprettet 1940) blev slået sammen. Karolinska har også afdelinger andre steder i Stockholm-området onkologienhederne findes på Danderyd Sygehus og "Karolinska Södermalms" hørselehabiliteringen på Rosenlunds Sjukhus.
Sygehuset fungerer både som akutsygehus for Stockholms län og som universitetssygehus for Karolinska Institutet.
Karolinska Universitetssjukhuset har omkring 15.000 ansatte og en omsætning på 12,2 milliarder kroner (2008).

## Eksterne links
- Karolinska Universitetssjukhuset (Webside ikke længere tilgængelig)